# ピアノソナタ第2番 (スクリャービン)

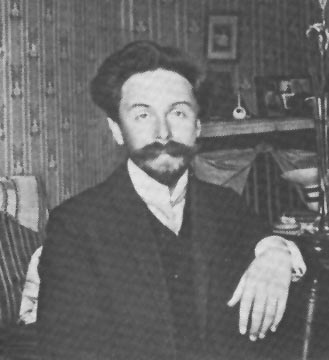
アレクサンドル・スクリャービン（1896年）

ピアノソナタ第2番 嬰ト短調 作品19 は、アレクサンドル・スクリャービンが1897年に出版したピアノソナタ。作曲者自身によって『幻想ソナタ』（"Соната - фантазия"）というタイトルが付けられている。

## 概要
本作は、前作である『第1番 ヘ短調』（作品6）が完成した直後の1892年に着手された作品であるが、完成したのはそれから5年後の1897年のことであった。本作が作曲されている間には、初期の代表作である『12の練習曲』（作品8）や、初めての管弦楽曲である『交響的詩曲（交響的アレグロ）』（作品番号なし）が作曲されている。
また、その間には自作自演のピアニストとして西ヨーロッパにデビューしており、パリでデビューした1896年5月5日のリサイタルで本作の終楽章のみが披露されたが、全曲の初演はそれから2年後の1898年1月31日に、同じくパリで催されたリサイタルで行われた。

## 曲の構成
全2楽章、演奏時間は約11分。作曲者自身によると、黒海を訪れた時の印象に基づいているとされ、対照的な2つの楽章は、夜の海の凪と嵐を象徴するものとされる。また、ショパンに倣った抒情的かつ劇的な表現と、ベートーヴェンを思わせる緊密な構成の一方、とりわけ第1楽章の繊細なピアノのテクスチュアは、晩年のリストや同時代のフランス印象主義音楽にも通じている。以前はさほど有名ではなかったが、近年その美しさゆえに幅広く評価され、演奏や録音の機会も増えている。
- 第1楽章 アンダンテ（♩＝60）
嬰ト短調、4分の3拍子、ソナタ形式。
スクリャービン自身は「南国の海辺の夜の静けさと深い海の動揺、それに宵闇の後に現れる愛撫するような月の光を表現している」と述べている。提示部の2つの主題は、いずれも抒情的な性格であり、この楽章の夜想曲風の性格を強調している。第1主題は嬰ト短調、第2主題はロ長調による。もっぱら第1主題に基づく中間部（展開部）で、次第に激しさと緊張をつのらせていき、再現部にたどり着く。
ここで第1主題によってクライマックスが形成された後、第2主題がホ長調で再現され、輝かしい高音域の分散和音が副題を印象づけるように演奏された後、そのまま嬰ト調に戻ることなく楽章終始にいたる。

- 第2楽章 プレスト（ 𝅗𝅥 ＝96-100）
嬰ト短調、2分の3拍子、三部形式。
この楽章は非常に急速で劇的であり、一種の無窮動と見ることができる。スクリャービン自身は「嵐に波立つ広大な海の広がり」と形容しており、さほど長くない中、さまざまな要素が投入され、強弱や表情の変化に富んでいる。第1主題・第2主題とも短調によって書かれており、前者ではオクターヴ連打、後者では広い音域の急速な運動というように、いずれも左手の技巧的な要求が際立っている。

## 参考資料
- 『スクリャービン：ピアノ・ソナタ全集（全10曲）●アシュケナージ』（1995年、デッカ・レコード、解説：石田一志）